# Theodor Stolojan
Theodor Dumitru Stolojan (Târgovişte, Dâmboviţa, Romania 1943) és un polític romanès. Entre el 16 d'abril de 1991 i el 4 de novembre de 1992 fou Primer ministre de Romania. Anteriorment també fou ministre de finances. Està afiliat al Partit Demòcrata Liberal.

## Naixement i estudis
Va néixer el 24 d'octubre de 1943 a Târgovişte a la Província de Dâmboviţa.
El 1961 es traslladà a Bucarest per estudiar economia a l'Acadèmia d'Estudis econòmics, on es llicencià el 1966. Després de deixar l'acadèmia va treballar a l'empresa Frigotehnica Bucureşti dedicada als frigorífics per a aliments. Més tard entrà al Ministeri d'Indústria Alimentària i Agricultura on assessorà econòmicament. El 1972 passà al Ministeri de Finances on ocupà els càrrecs: Economista al departament de pressupostos estatals (1972-1977), Cap de la divisió de comptabilitat de pressupostos estatals (1978-1982) i Director adjunt i Director del departament de relacions financeres internacionals (1988-1989).

## Inicis polítics
Durant el comunisme no milità al Partit Comunista Romanès per la seva ideologia liberal i conservadora, i es mantingué com a independent.
Participà en la Revolució Romanesa de 1989 i milità al Front de Salvació Nacional, després de la caiguda de Nicolae Ceauşescu fou nomenat Ministre de Finances sota el govern de Petre Roman (28 de juny de 1990 - 30 d'abril de 1991). Com a ministre de finances, impulsà la llei de privatització i diverses reformes econòmiques postcomunistes. `

## Primer Ministre (1991-1992)
Després de la dimissió de Petre Roman (16 d'octubre de 1991), fou nomenat el seu successor. El seu mandat no va gaire positiu, l'economia romanesa passava per un moment difícil, els tres principals bancs estaven a punt de fer fallida, i el seu govern va recapitalitzar els bancs, va liberalitzar els preus, però no va fer avançar el país per al canvi econòmic i això va afeblir les empreses i la població. Durant el seu govern es van produir nombroses protestes sindicals i la inflació va seguir creixent. Durant el seu mandat també es produí el trencament del Front de Salvació Nacional (7 d'abril de 1992), ell no es va alinear en cap dels dos partits resultants d'aquest trencament. Va deixar el càrrec el 4 de novembre de 1992 al guanyador de les eleccions del 27 de setembre del mateix any, Nicolae Văcăroiu.

## Vida postgovernamental
El mateix any deixà la política activa per treballar al Banc Mundial, per l'empresa romanesa Grupul Tofan.
L'any 1996 donà suport públicament a Ion Iliescu per a la seva reelecció presidencial. El 2000 s'afilià al Partit Nacional Liberal (PNL), i fou candidat a la presidència de la república en les eleccions presidencials del 26 de novembre i 10 de desembre de 2000, però tan sols obtingué 1,321,420 vots (11,78%). El mateix any fou nomenat president del PNL, i fou el principal líder de l'oposició.
Fou un dels principals constructors de l'Aliança Justícia i Veritat, era la unió electoral del Partit Nacional Liberal i del Partit Demòcrata (29 de setembre de 2003).
El 2004 renuncià a la reelecció com a president del PNL i deixà el càrrec a Călin Popescu-Tăriceanu.
El 10 d'octubre de 2006 deixà el PNL i fundà el Partit Liberal Demòcrata, d'ideologia liberal clàssica. El gener de 2008 el PLD s'integrà al Partit Demòcrata en el nom de Partit Demòcrata Liberal, i Stolojan hi entra com a membre.
L'octubre de 2008 fou ratificat com a candidat a les eleccions legislatives romaneses de 2008. El seu partit guanyà les eleccions i el president Traian Băsescu el nomenà com a candidat oficial a Primer Ministre. Tot i això el 15 de desembre de 2008, Stolojan renuncià a ser Primer Ministre per segon cop i ho deixà per un candidat més jove, en referència a Emil Boc.